# 未成年者飲酒防止ポスター・スローガン・学校賞 募集キャンペーン
未成年者飲酒防止ポスター・スローガン・学校賞 募集キャンペーン（みせいねんしゃいんしゅぼうしポスター・スローガン・がっこうしょう ぼしゅうキャンペーン）は、ビール酒造組合主催、日本洋酒酒造組合共催で募集されていた、日本全国の中学生・高校生を対象としたキャンペーン。

## 概要
2002年度より未成年者飲酒防止ポスター・スローガン募集キャンペーンとして実施。未成年者の飲酒を防止するためのポスターやスローガンを募集し、中学生部門と高校生部門で表彰を行う。第2回（2003年度）より取り組みを行っている学校を表彰する学校賞も行われ、第6回（2007年度）よりキャンペーン名自体も未成年者飲酒防止ポスター・スローガン・学校賞募集キャンペーンになった。
第15回（2016年度）を最後にポスターやスローガンの募集キャンペーンを終了。2017年度より未成年者飲酒防止教育 学校コンクール（みせいねんしゃいんしゅぼうしきょういく がっこうコンクール）に名称を変更し、学校単位での未成年者飲酒防止の取り組みを募集する、従来の学校賞にあたる部門のみの表彰となり、小学校部門も新設された。審査委員長の東ちづるは、「ポスター部門とスローガン部門で可視化できるもの、わかりやすいものが注目されがちでしたが、団体としての賞をもっと膨らませたい思いがありました。今回、初めて学校賞だけに絞りました」と変更の理由を語っている。2019年度に法律上の「成年」の年齢が変わったことに伴い20歳未満飲酒防止教育 学校コンクールに名称を改めたが、2021年度以降は昨今の情勢を鑑みて当面の休止となった。

## 歴代受賞校
学校賞キャンペーン
- 第2回（2003年度）：岡崎市立美川中学校、岐阜県立郡上高等学校
- 第3回（2004年度）：河東町立河東中学校、青森山田高等学校
- 第4回（2005年度）：沼津市立第五中学校、千葉県立天羽高等学校
- 第5回（2006年度）：那須烏山市立七合中学校、磐田東高等学校
- 第6回（2007年度）：豊田市立松平中学校、愛媛大学農学部附属農業高等学校
- 第7回（2008年度）：稲沢市立大里東中学校[注 3]
- 第8回（2009年度）：磐田東中学校、愛知県立春日井西高等学校
- 第9回（2010年度）：磐田東中学校、西条五高等学校 地域防犯ボランティア C.A.P.[注 4]
- 第10回（2011年度）：南部町立名川中学校、沖縄県立糸満高等学校
ほか、中学校 学校賞特別部門として山田町立山田中学校が選出。
- 第11回（2012年度）：北本市立東中学校、愛媛県立今治北高等学校大三島分校
- 第12回（2013年度）：大町市立八坂中学校、山口県立田布施農工高等学校
- 第13回（2014年度）：呉市立広南中学校、立命館宇治高等学校
- 第14回（2015年度）：豊田市立小原中学校、愛知県立三好高等学校
- 第15回（2016年度）：鹿嶋市立高松中学校、嘉手納高等学校

学校コンクール 最優秀賞
- 2017年度：川口市立差間小学校、安芸高田市立高宮中学校、新潟県立松代高等学校
- 2018年度：利根町立文小学校、広島市立段原中学校、栃木県立那須拓陽高等学校
- 2019年度：利根町立文小学校、広島市立段原中学校、鹿児島県立曽於高等学校
- 2020年度：利根町立文小学校、鹿児島県立曽於高等学校[注 5]

## 話題になった応募
第11回（2012年度）未成年者飲酒防止ポスター・スローガン・学校賞 募集キャンペーンにて、高校生ポスター部門で最優秀賞に輝いた作品は、ウェブ上でパロディ作品が作られるなど話題になった。ポスターは3コマの漫画形式で描かれており、成人男性が少年にお酒を勧めるが、少年は「飲まない」と意思表示した後、飲まない理由を話し、それでもお酒をしつこく勧めてくる男性から逃げるという内容。なお、コマの枠外には「未成年者による上手なお酒の断り方」と書かれており、未成年者にお酒を勧めると法律により罰せられるとの記述がある。
Twitterなどで人気の作品であり、コナン、エヴァ、ジョジョなどを題材としたパロディ作品も多く存在する。